# Noruecs
Els noruecs (nordmenn en noruec) són un grup ètnic i una nació nadius de Noruega. També són aquells que parlen el noruec. Els noruecs i els seus descendents (diàspora noruega) viuen arreu del món. Els Estats Units, Canadà, Austràlia i Brasil són països on hi ha comunitats de noruecs importants.

## Història
Cap a final del Mil·lenni III aC, pobles que parlaven el protoindoeuropeu pertanyents a la Cultura de la ceràmica cordada van migrar a Noruega i van portar-hi cavalls domesticats, l'agricultura, ramaderia de bous i la roda.
Durant l'era dels vikings, Harald I de Noruega va unificar els petits regnes noruecs després de guanyar la batalla de Hafrsfjord a la dècada del 880. Després de dos segles d'expansió vikinga, aquesta va disminuir després de la caiguda del paganisme nòrdic i l'adopció del cristianisme el segle xi. Durant la Pesta Negra va morir aproximadament el 60% de la població de Noruega i el 1397 es va unir amb Dinamarca i van conformar el Regne de Dinamarca i Noruega.
El 1814, després de la fí de la unió de Dinamarca-Noruega a les Guerres Napoleòniques, Noruega es va unir amb Suècia i va adoptar una nova constitució. Al segle xix va créixer el nacionalisme i es va aconseguir la independència de Noruega el 1905 després que els noruecs ho decidissin votant en referèndum. Tot i que Noruega va ser teòricament neutral a la Primera Guerra Mundial, el país es va aliar de manera extra-oficial amb la Triple Entesa. Durant la Segona Guerra Mundial l'Alemanya nazi va ocupar durant cinc anys el país (1940-45) tot i que s'havia declarat neutral. El 1949 Noruega va abandonar la neutralitat i va entrar a l'OTAN el 1949. A final de la dècada de 1960 es van trobar reserves de petroli i gas natural que van propiciar l'auge de l'economia de Noruega. El 1972 i el 1974 els noruecs van decidir no entrar a formar part de la Unió Europea. Entre els assumptes interns més destacats hi ha la integració del gran nombre d'immigrants que han entrat al país, mantenir l'estat del benestar amb una població molt envellida i preservar la seva competitivitat econòmica.

## Distribució geogràfica
Com la majoria dels europeus, els noruecs s'han estès per tot el món. Hi ha més de 100.000 ciutadans noruecs residents a l'estranger de manera permanent, sobretot als Estats Units, el Regne Unit i a altres països escandinaus.
Un individu, quan renuncia a la ciutadania noruega, deixa de ser noruec. Tot i això, algunes persones consideren que tenen lligams culturals i ètnics amb Noruega i com a tals, solen incloure la paraula "Noruega" en la seva auto-definició (per exemple, els americans amb ascendència noruega es diuen noruec-americans).

### Era vikinga
Els vikings noruecs van viatjar cap al nord i l'oest i van fundar importants comunitats a les illes Fèroe, Shetland, Illes Òrcades, Islàndia, Irlanda, Escòcia i el nord d'Anglaterra. Van fer raids militars a Irlanda i van fundar les ciutats de Cork, Dublin i Limerick. El 947 va aparèixer una nova onada de vikings noruecs a Anglaterra quan Eric el Sanguinari va capturar York. Al segle viii i posteriors, els vikings noruecs i danesos també es van assentar a Normandia i Rol·ló va fundar el Ducat de Normandia i va fundar la tradició dels normands que es van expandir cap a Anglaterra, Sicília i altres illes mediterrànies.
A banda de Gran Bretanya i Irlanda, els vikings noruecs també van establir assentament en un gran nombre de regions no habitades. Es considera que Ingólfur Arnarson fou el primer colonitzador d'Islàndia i que es va assentar Reykjavik el 874.
Eric el Roig va descobrir Groenlàndia després de ser expulsat d'Islàndia. A aquí van establir assentaments als fiords de les costa meridional i occidental.Leif Erikson, el seu fill, va descobrir Amèrica gairebé 500 anys abans que Cristòfol Colom.

### Països Baixos - època moderna
Durant els segles Plantilla:Versaleta xvii i xviii hi va haver molts noruecs que van emigrar als Països Baixos, sobretot a Amsterdam. Després de Dinamarca, els Països Baixos són el segon lloc on hi ha més immigrants noruecs.
Es creu que en aquests segles va emigrar el 10% de la població total noruega, unes 800.000 persones.
Els noruecs van marxar amb els vaixells mercants holandesos que exportaven fusta, pells, arengada i bacallà de Noruega. Les dones joves van exercir feines de la llar a Amsterdam i els nois joves treballaven de mariners. Gran part de la flota mercant i de l'armada holandesa eren noruecs i danesos. Els noruecs d'Holanda van adoptar noms holandesos i per això avui en dia és molt difícil detectar-ne el rastre. Per exemple, es coneix el cas de l'Almirall Kruys que va ser contractat a Amsterdam per Pere I de Rússia i que va desenvolupar l'armada russa, però que era natural de Stavanger, a Noruega.
Aquesta emigració als Països Baixos va ser tant devastador per als països d'origen que el rei danès-suec va aprovar penes de mort contra l'emigració, tot i que va haver de dictar amnisties en diverses ocasions per aquells que volien tornar i que estaven anunciades als carrers d'Amsterdam. Molts noruecs que van emigrar als Països Baixos que treballaven en la flota holandesa van emigrar cap a les colònies holandeses com Nova Amsterdam (Nova York).

### Estats Units

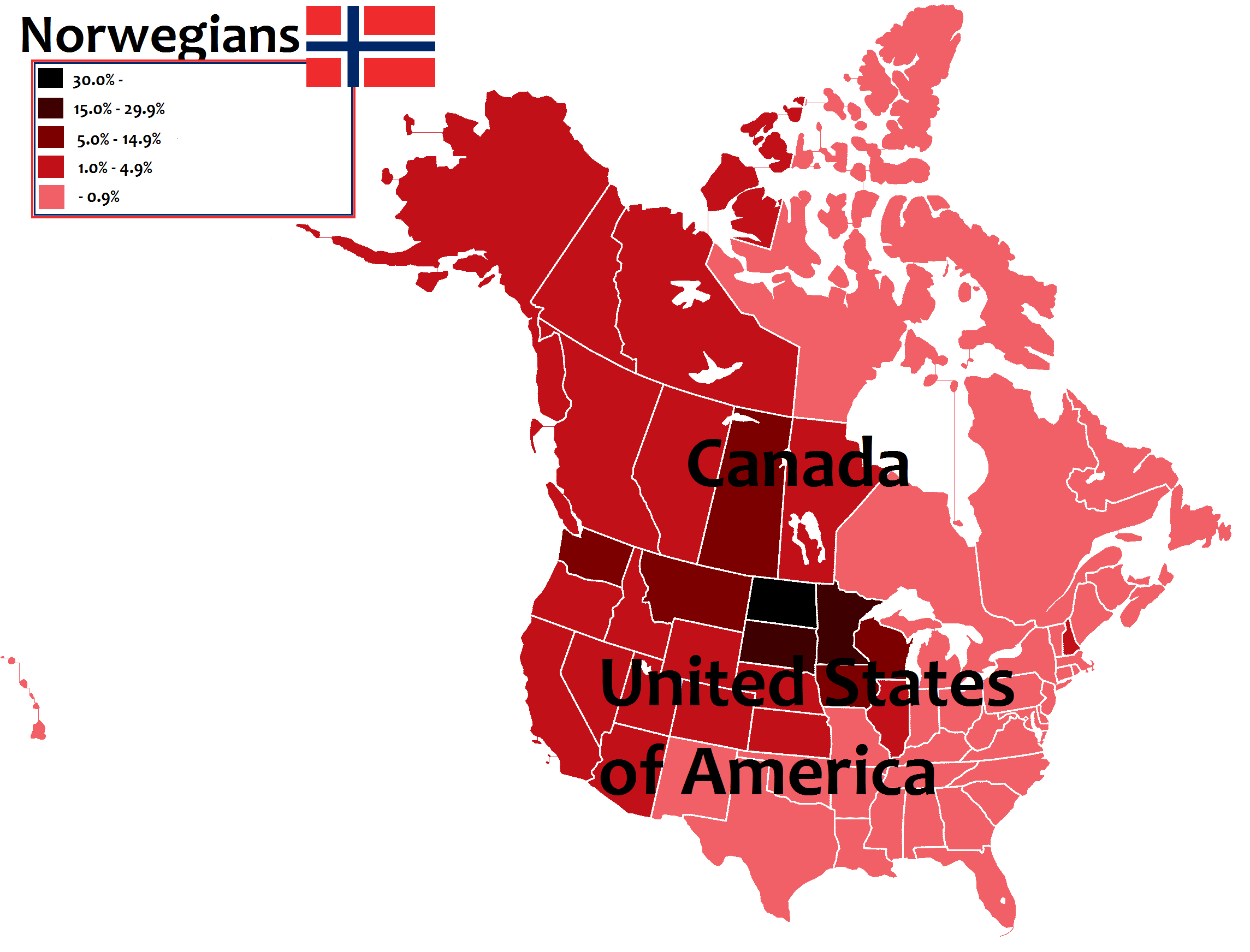
Mapa d'Amèrica del Nord, amb els percentatges de persones amb ascendència noruega del Canadà i els Estats Units.

Entre els anys 1850 i 1920 hi va haver molts noruecs que van emigrar als Estats Units. Avui en dia, els seus descendents són coneguts com a noruecs americans. Segons els cens dels Estats Units del 2000, hi ha 3.000.000 d'estatunidencs que es consideren noruecs. S'estima que hi ha un milió i mig més de persones que són parcialment d'origen noruec. Molts d'aquests van arribar als Estats Units passant pel Canadà. El 1850, després que l'any anterior Gran Bretanya havia derogat les seves lleis de navegació restrictives al Canadà, molts noruecs van emigrar navegant per la ruta cap al Quebec abans d'arribar als Estats Units. Per exemple, a la dècada de 1850 van arribar al Quebec 28.640 noruecs (per contra dels 8.351 que van arribar a Nova York directament).
Els noruecs-americans representen entre el 2 i el 3% de la població euro-americana no hispànica. La majoria viuen al Mig-Oest septentrional i al nord-oest del Pacífic dels Estats Units. Als Estats Units hi ha 4.642.526 persones (2009) que consideren que tenen ascendència noruega. El municipi en què hi ha més percentatge de noruecs-americans és Northwood (Dakota del Nord), on són el 55,5% de la seva població total.

### Canadà
Els noruecs van tenir un paper molt important en la història del Canadà, ja que van ser els primers europeus que van anar a Amèrica del Nord al voltant de l'any 1000. Aquests es van assentar a L'Anse aux Meadows, a la província de Terranova i Labrador.
Tot i això, l'emigració organitzada d'un gran nombre de noruecs al Canadà succeí a partir de mitjan segle xix. Entre el 1850 i el 1910 van arribar 681.011 noruecs al Canadà, tot i que per la majoria va ser una escala per arribar als Estats Units.
Més endavant, des de l'Oest Mitjà estatunidenc, molts noruecs van travessar la frontera i es van assentar a les províncies d'Alberta i Saskatchewan. Alberta és la província que té més noruec-canadencs: 144.585 I Saskatchewan és la província que té un percentatge més alt de noruecs-canadencs, un 7,6% del total de la seva població (68.650). Segons el cens del 2006, al Canadà hi havia 432.515 noruecs-canadencs.

### Austràlia
El 1788 va començar l'emigració europea organitzada a Austràlia, tot i que la majoria dels que van emigrar-hi eren deportats britànics.
El 1851, durant l'època de la quimera de l'or, hi havia unes 5000 noruecs a Austràlia. El 2008 hi va haver 800 persones que van celebrar el Dia de la Constitució Noruega a Brisbane, que és considerada la celebració de la festa nacional noruega més important de l'hemisferi sud.

### Rússia
Al segle xix, a prop de Murmsnsk, a la Península de Kola es va establir una comunitat de noruecs que són coneguts amb el nom de noruecs de Kola que van patir persecució per part de Joseph Stalin i que han recuperat un sentiment d'identitat propi el 1992, quan alguns van reclamar el dret de retorn a Noruega. El 2004 hi havia uns 200 noruecs de Kola. El 2007 la petita aldea de Port-Vladimir va perdre el reconeixement oficial oficial de poble de noruecs de Kola degut a la despoblació. En el cens de 2010 de Rússia només hi va haver 98 persones que es van identificar a si mateixos com a noruecs.

### Altres
També hi ha grups de noruecs significatius a Islàndia, el Regne Unit, Suècia, Sud-àfrica i Brasil.

## Genètica
Segons una anàlisi genètica recent, els mitocondris de l'ADN i el polimorfisme del Cromosoma-Y mostren una forta afinitat entre els noruecs i altres grups d'Europa del Nord i de l'Europa Central, sobretot amb els pobles germànics. Això es deu a una història d'almenys dos mil anys de migracions a gran escala.
Els noruecs són típicament europeus i el seu haplogrup del cromosoma Y més corrent és el I. Entre el 17.9% i el 30.8% dels noruecs també tenen el característic R1a de l'ascendència paterna característica del nord d'Europa. Unes freqüències tant altes del R1a només es troben a l'Europa Oriental i a l'Índia. Entre el 25.9% i el 30.8% dels noruecs també tenen gens del haplogrup R1b del cromosoma Y.

## Llengua
El noruec és una llengua escandinava que 4.741.780 parlants, la majoria a Noruega (4.640.000). També hi ha noruec-parlants a Dinamarca, Suècia, Alemanya, el Regne Unit, Espanya, Canadà i els Estats Units, on hi ha la comunitat més importants de parlants de noruec fora de Noruega. El 2000 hi havia 55.311 noruec-parlants als Estats Units. Al Canadà hi ha 7.710 noruec-parlants el 2006.
El noruec té dos dialectes estàndards escrits, cadascun amb un codi ISO 639-3 de l'ethnologue, el Noruec Bokmål i el noruec Nynorsk.

## Cultura
La cultura noruega està molt relacionada amb la història i la geografia del país. Fins avui en dia ha arribat una cultura agrària que no només ha estat resultat de l'escassetat dels recursos i un clima dur, sinó també de les antigues lleis de propietat. Al segle xviii es va produir un fort moviment nacionalista romàntic que encara es pot percebre en l'idioma noruec i els mitjans de comunicació. Al segle xix va florir la cultura noruega com un esforç per a aconseguir una identitat pròpia en la literatura, l'art i la música.

### Cuina

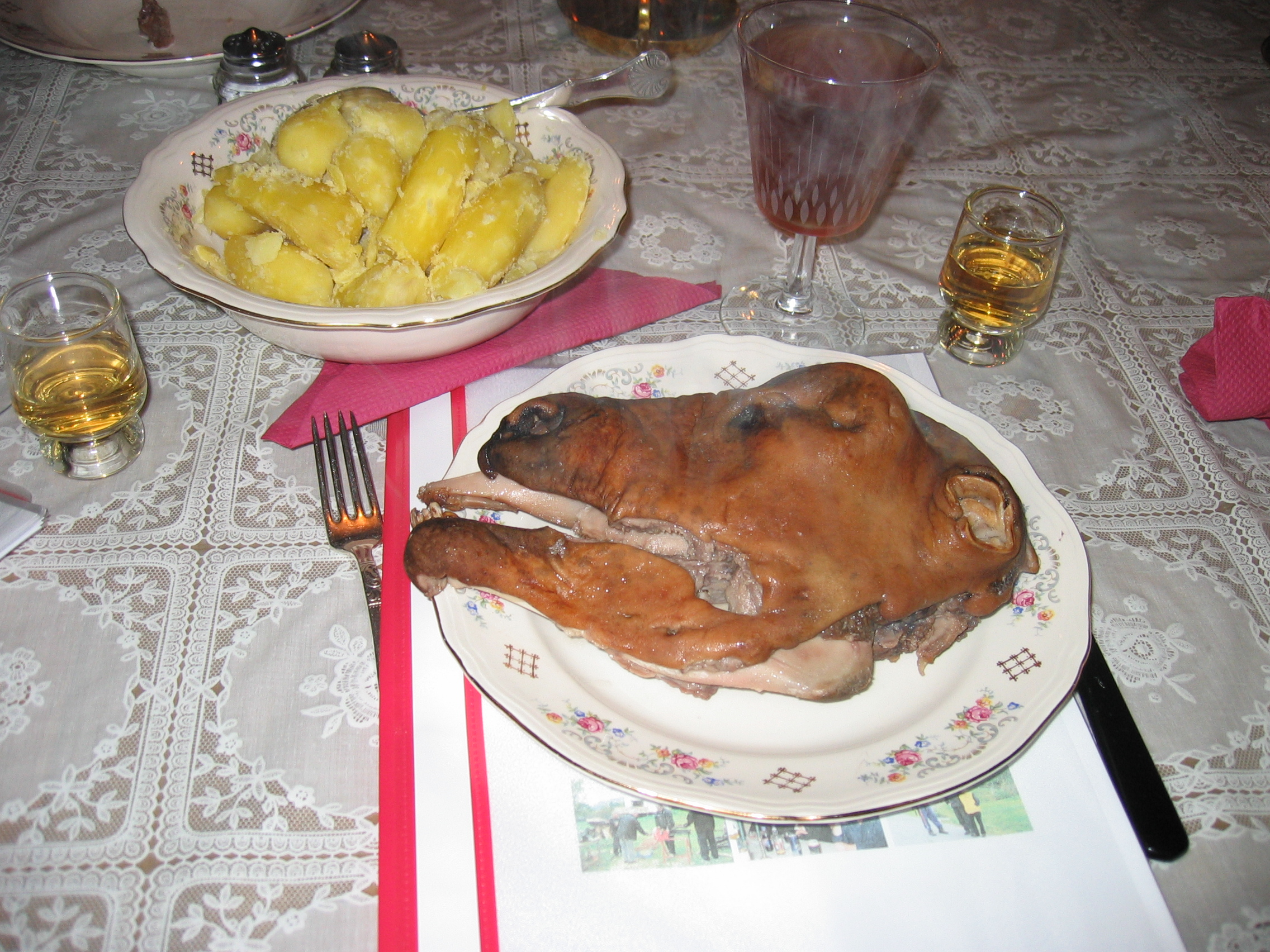
Lsmalahove és un plat típic de l'oest noruec

La tradició culinària de Noruega mostra la influència de les antigues tradicions marineres i agrícoles amb el salmó, l'arengada, la truita de riu, el bacallà i els mariscs, combinats amb productes làctics i excel·lents pans. El Lefse és una pa pla de patata comú de noruega que se sol fer pels voltants de Nadal. El lutefisk, l'smalahove, el pinnekjøtt, el Krotekake i el Fårikål són plats típics noruecs.

### Música
El músic i compositor Edvard Grieg, els músics moderns Arne Nordheim i el moviment del black metal noruec han estat els que han situat la música noruega a nivell internacional.
A la música clàssica hi destaquen Leif Ove Andsnes, un dels pianistes més famosos de món i el violoncelista Truls Mørk. En el jazz són internacionalment reconeguts els músics Jan Garbarek, Mari Boine, Arild Andersen i Bugge Wesseltoft,mentre que els músics noruecs del món actual més reconeguts són Paal Nilssen-Love, Supersilent, Jaga Jazzist i Wibutee.
Noruega té una important tradició de música folk que encara és popular avui en dia. Els músics folk més importants són Andrea Een, Andrea Een, Olav Jørgen Hegge, Vidar Lande, Annbjørg Lien, Susanne Lundeng, Agnes Buen Garnås, Kirsten Bråten Berg i Odd Nordstoga.

### Festes i tradicions

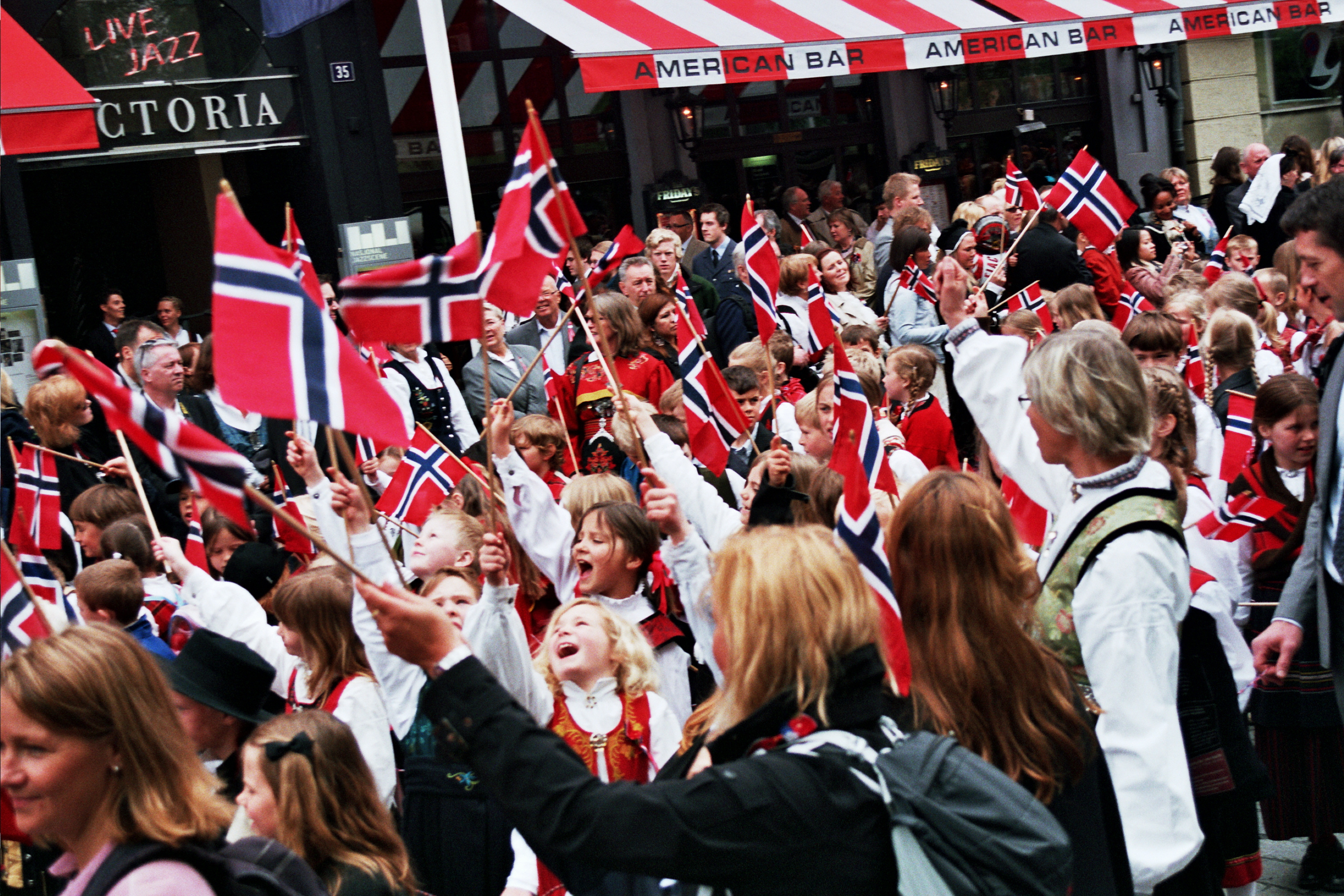
17 de maig, Dia de la Constitució de Noruega.

Els noruecs celebren el seu dia nacional el 17 de maig que està dedicat a la Constitució de Noruega. Molta gent porta els vestits tradicional i participen o miren les desfilades que es fan arreu del país. Aquest dia fou creat per l'escriptor romàntic Henrik Wergeland.
També se celebren les festes cristianes: El Nadal és la més important (anomenada Jul, amb el nom de la celebració del solstici d'hivern viking) i la Pasqua de Resurrecció (Påske). El Pare Noel (Nissen o Tomte) arriba la nit de nadal per a portar els regals, no al matí del dia de nadal, com passa als països anglosaxons.
Altres dies festius són el 24 de juny, Sant Joan Baptista (Jonsok o St. Hans). Aquest dia marca el solstici d'estiu i indica l'inici de les vacances estivals. Normalment és celebrat amb fogueres la nit abans. A les zones septentrionals del país hi ha 24 dies de llum de dia aquest dia.

### Religió
Abans de l'any 1000 els noruecs creien en el paganisme nòrdic. A partir d'aquesta data es va introduir el cristianisme al país. A mitjan segle xi aquesta religió ja estava ben introduïda a Noruega i a mitjan segle xii] ja havia esdevingut dominat. Els noruecs eren catòlics fins que el rei Cristià III de Dinamarca va establir el luteranisme com la religió estatal. Als segles xvi i XVII es va engegar un programa de conversió al cristianisme del poble sami. A Noruega, l'església de Noruega i l'estat no estan separats. Quan els nens són batejats, són registrats com a membres de l'església de Noruega, tot i que molts adults no són creients. La majoria dels noruecs i samis són nominalment cristians però molts no són practicants. Al segle xix els noruecs que van emigrar als Estats Units hi van propagar el luteranisme. Al segle xx va disminuir la religiositat i la pràctica religiosa.

## Noruecs notables

### Noruecs de la diàspora
Els següents personatges destacats viuen fora de Noruega però tenen avantpassats moruecs:
- Dominic Purcell, actor australià famós pel seu treball a la sèrie de televisió Prison Break.
- Eliot Ness, Agent de la Prohibició Americana llegendari, famós per capturar a Al Capone.
- Geir Haarde, antic primer ministre d'Islàndia.
- Iggy Pop, músic estatunidenc.
- John Ashcroft, 79è Fiscal General dels Estats Units (2001-2005).
- Joni Mitchell, Cantant canadenc.
- Josh Groban, cantant estatunidenc.
- Kjell Laugerud García, antic dictador de Guatemala.
- Kristanna Loken, actriu estatunidenca.
- Marilyn Monroe, actriu, model i cantant llegendària americana.
- Matt Groening, creador de la sèrie d'animació The Simpsons.
- Melyssa Ford, super-model canadenca d'ascendència noruega, russa i caribenya.
- Paris Hilton, propietària dels Hotels Hilton, model, cantant i actriu estatunidenca.
- Tom Waits, cantant estatunidenc.
- Russel Crowe, actor australià nascut a Nova Zelanda.
- Walter Mondale, antic vicepresident dels Estats Units i Senador.
- A-ha, grup de pop noruec

## Altres termes utilitzats
Hi ha altres noms que s'han utilitzat per a referir-se als noruecs, o que han utilitzat ells mateixos per a definir-se:
- Nordmenn: Els escandinaus anomenen els noruecs amb aquest nom. Traduït vol dir "Homes del Nord". (Singular: Nordmann)
- Northmen: Antic terme utilitzat per altres pobles europeus per a anomenar a la gent originària del nord d'Europa.
- Norsemen o Norse: Grups humans d'origen nòrdic de l'Era vikinga.
- Vikings: S'utilitza als països nòrdics per denotar gent que va assaltar, saquejar o capturar esclaus a l'era del vikings. S'utilitza de manera similar per a anomenar altres pobles i també pot significar escandinaus en general.
- Minnewegian: Terme col·loquial que es refereix als noruecs de Minnesota.
- Norski: Nom comú que refereix als noruecs dels Estats Units.
- Norrbagge: Un terme amb el que els suecs es refereixen als noruecs (es va començar a utilitzar el 1257) amb un significat gens clar. Alguns afirmen que es basa en l'arrel bagge que significa testicles d'ovelles en alguns dialectes suecs. Una altra explicació és que bagge es refereix a Bagaholm on hi ha la Fortalesa de Bohus, a una antiga frontera entre Noruega i Suècia. Nordbagge significa la gent que viu al nord de Bagaholm.

## Galeria

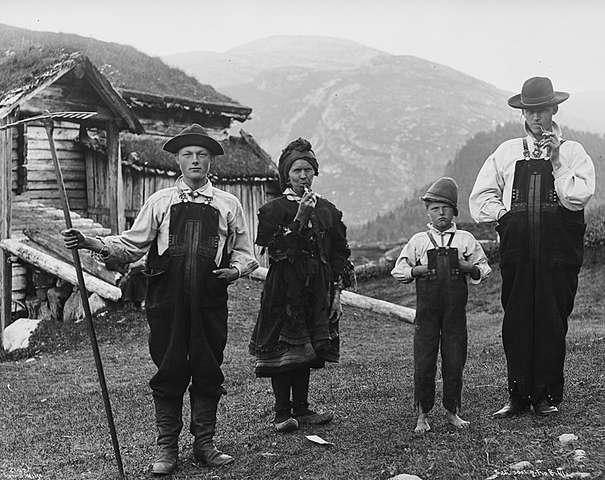
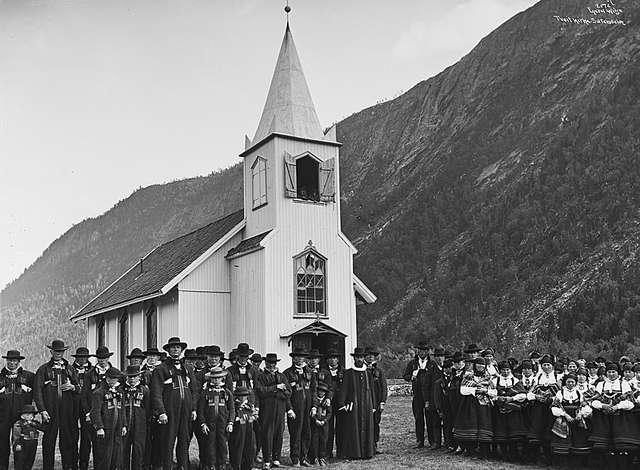
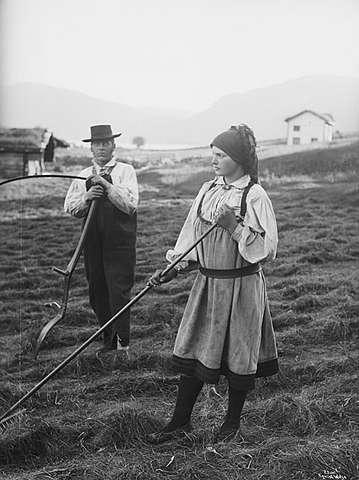
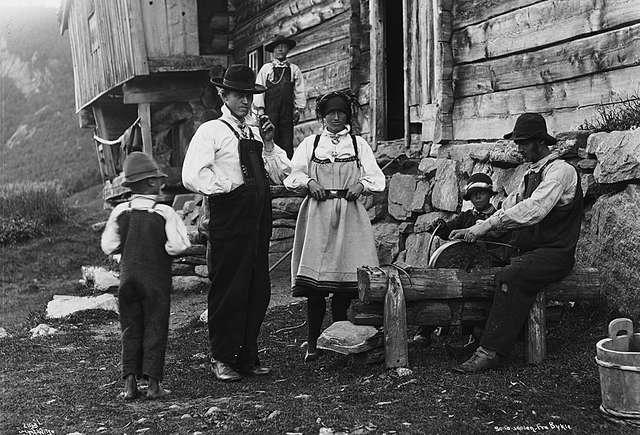
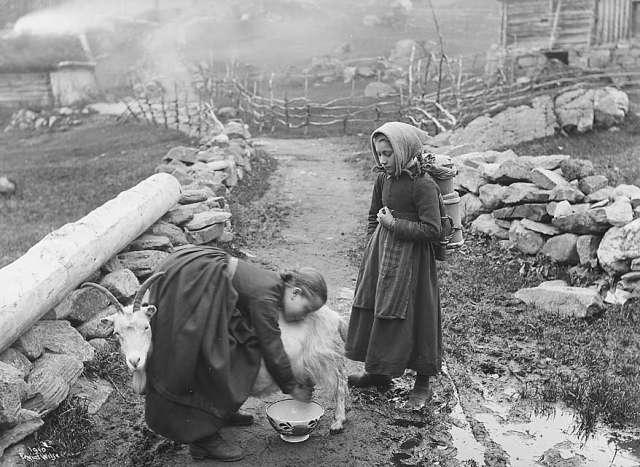
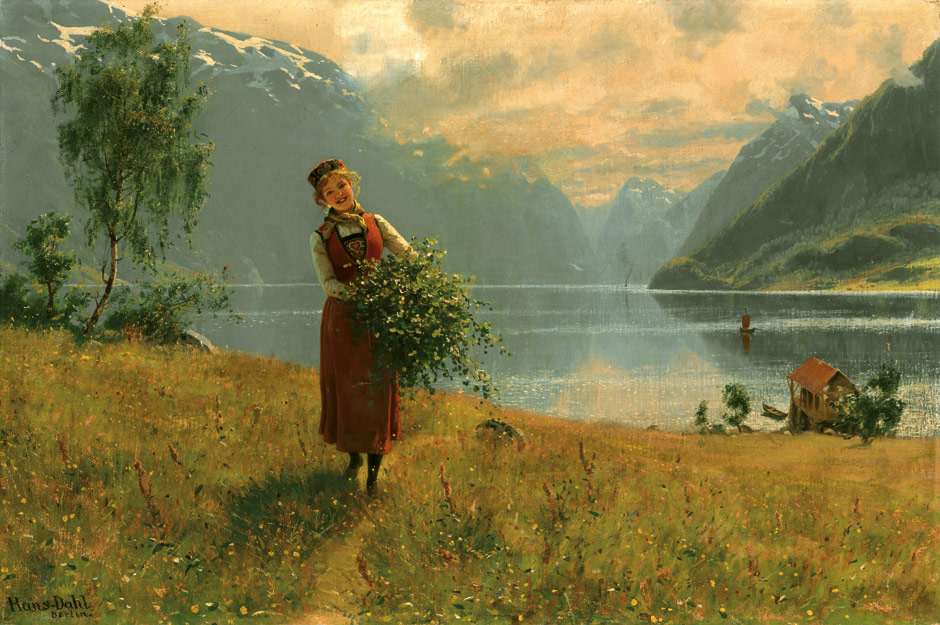
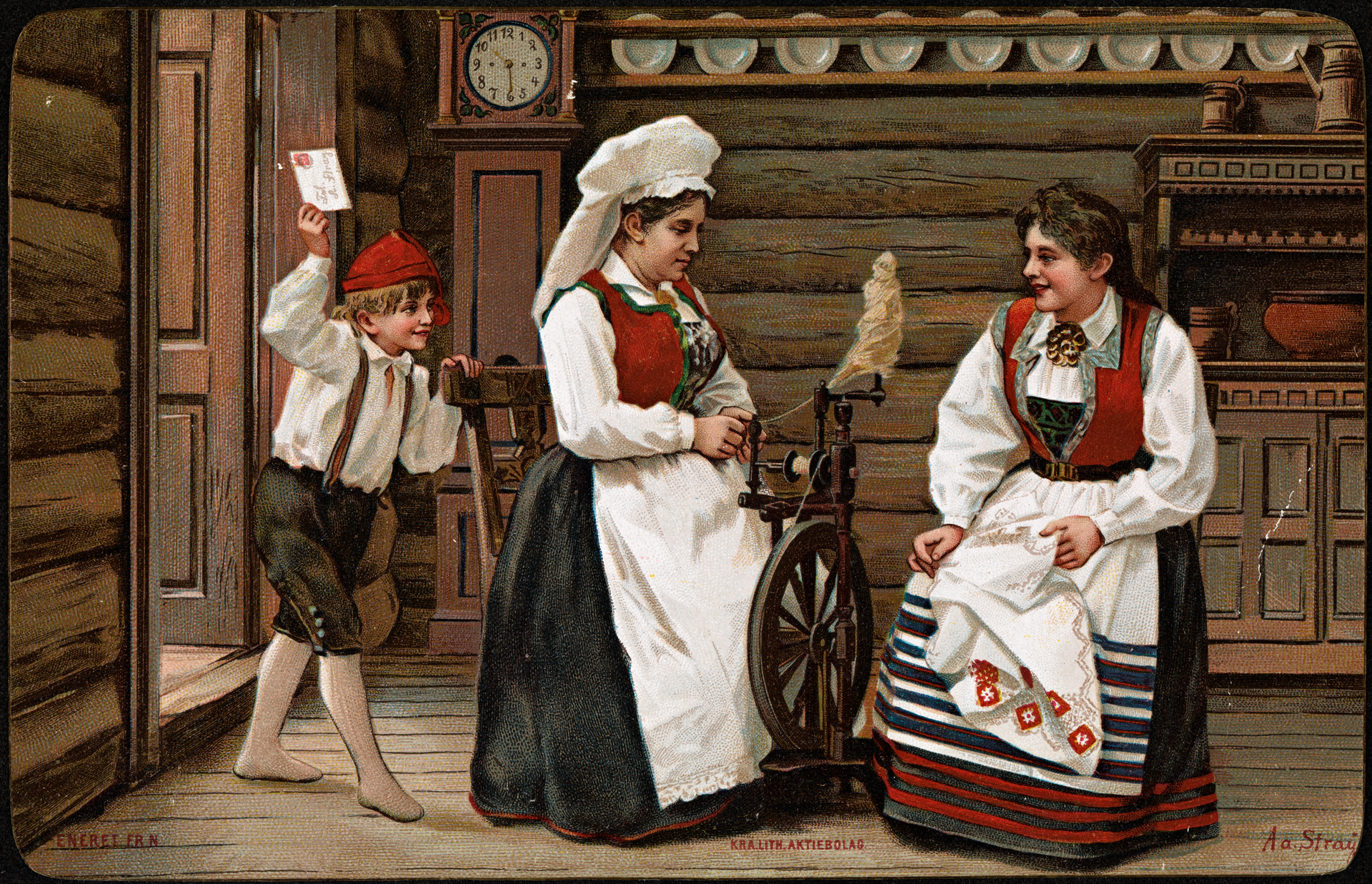
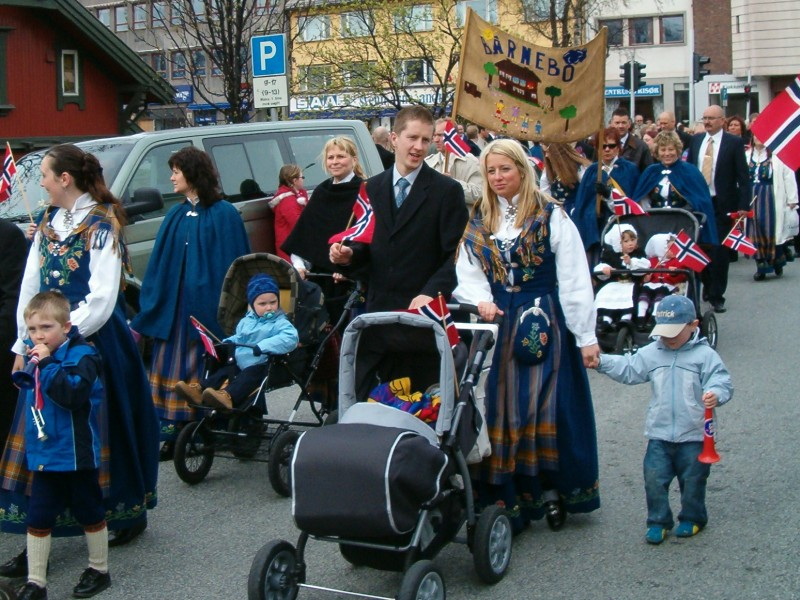
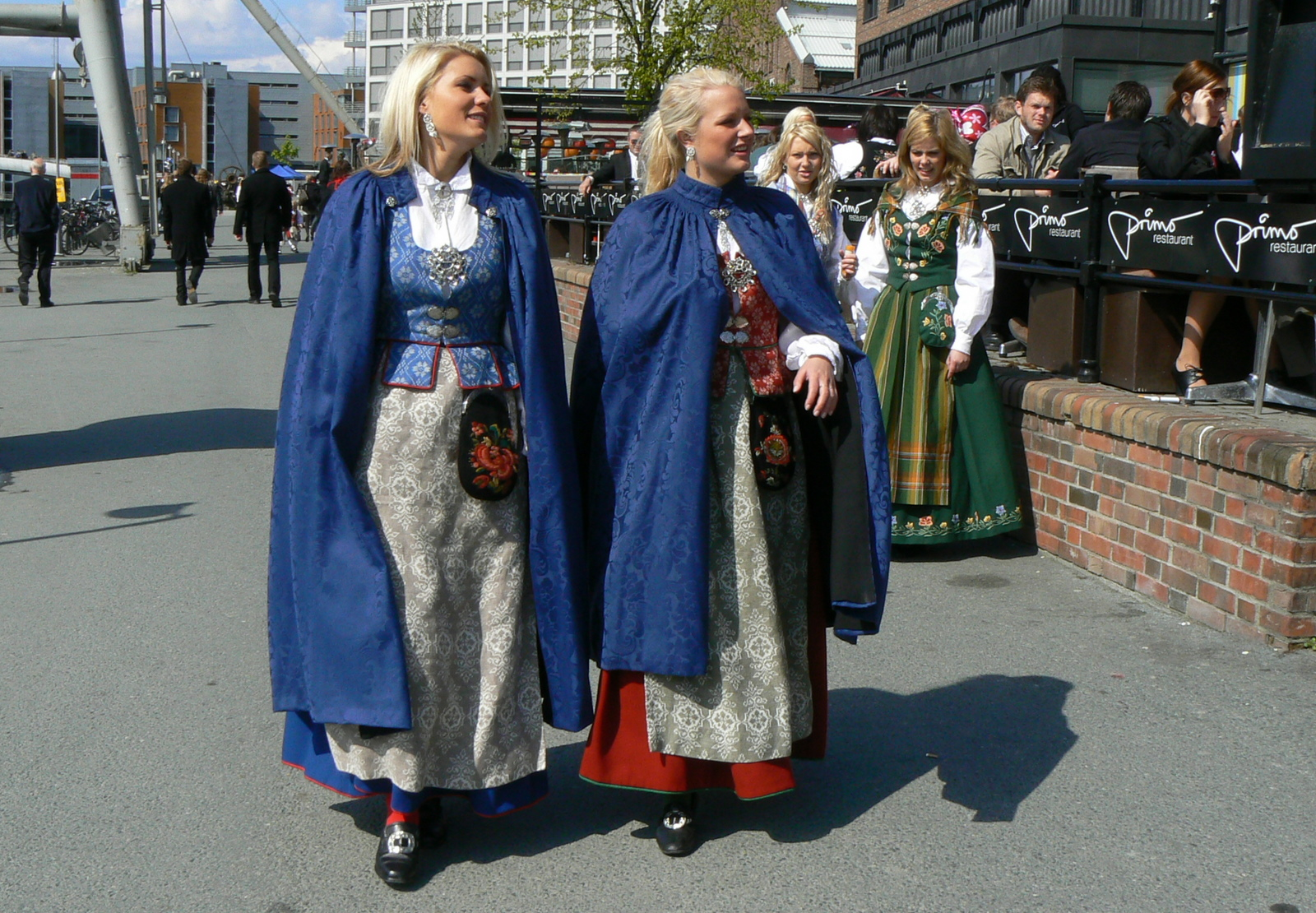
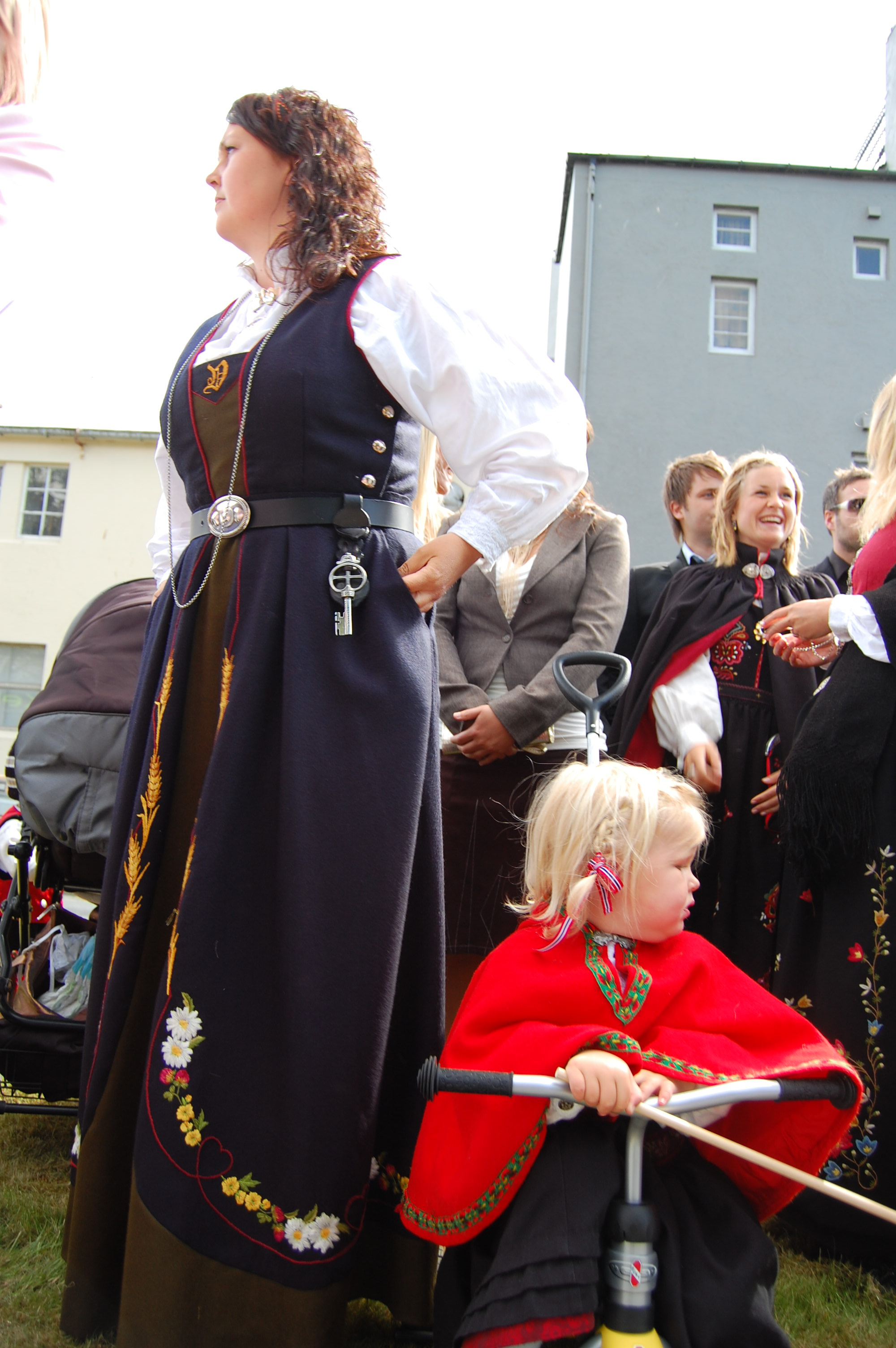
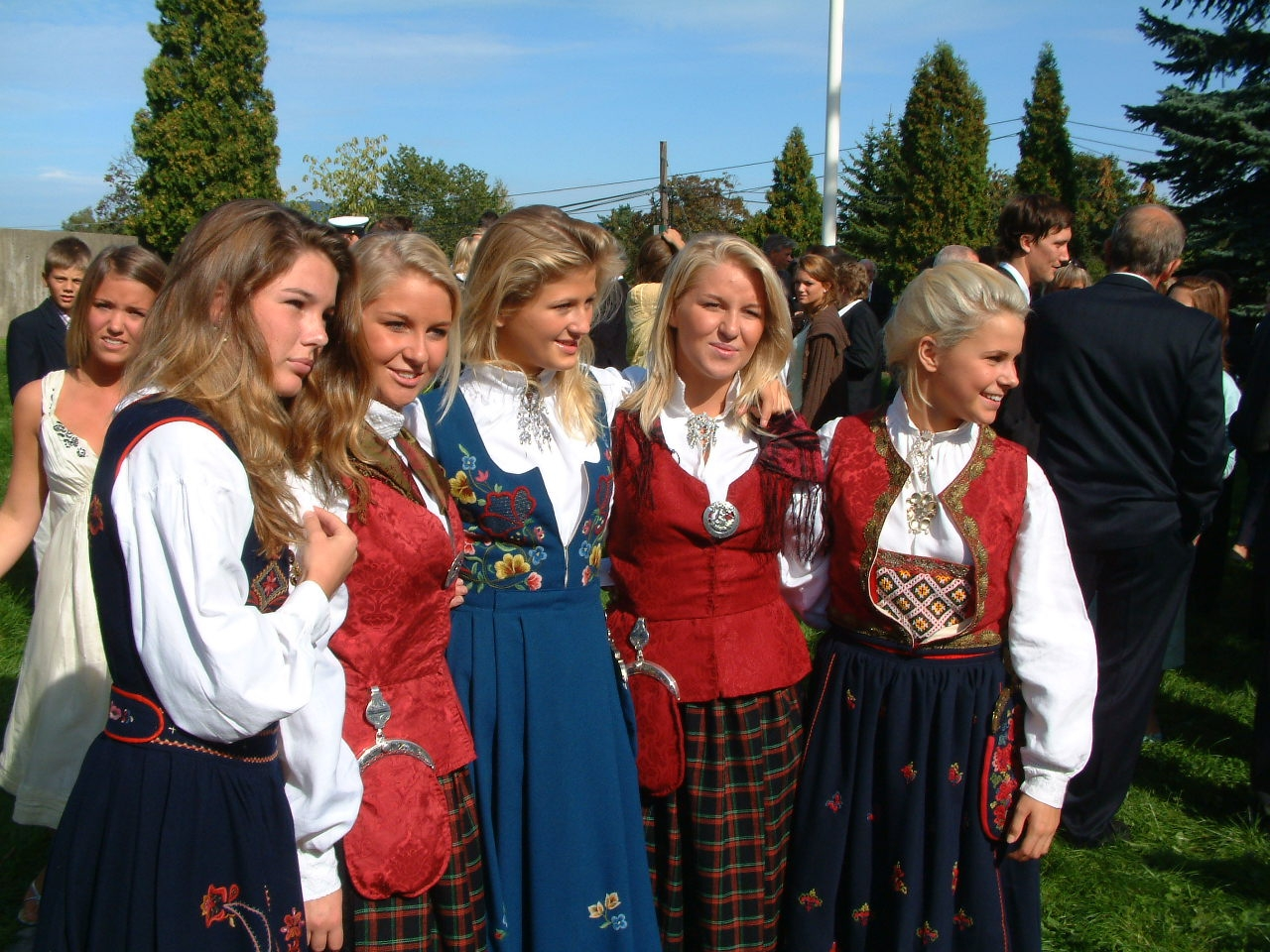